# Крива бара (област Монтана)
 За другото българско село с това име вижте Крива бара (Област Враца).  
Крѝва ба̀ра е село в Северозападна България. То се намира в община Брусарци, област Монтана.

## География
Крива бара отстои на 3,6 км от общинския център Брусарци, 20,8 км от Лом, 51 км от Видин, 45 км от Белоградчик, 41 км от Монтана, 78 км от Враца и 148 км от София.

## История
Селото е създадено в края на 18 век от преселници от Плевенско. Причината е войните между Осман Пазвантоглу и Исмаил Тръстениклиоглу за надмощие в Плевенския край, от които страда най-много местното българско население. Говори се за двама братя, които първи пристигат в този край и са впечатлени от липсата на турци. За един сезон цялото им село се пренася в територията в близост на река Гаговишка, от която идва и името на селото – Крива бара. Няколко пъти селото е било сполетявано от епидемии и така то е изгаряно напълно и премествано на друго място, но пак около реката.
В онези времена селото е било малка махала, част от ратаите, които с другите съседни махали са били част от едро турско земевладение. Вероятно след Руско-турската война 1806 – 1812 г. и освобождението на Румъния, част от опустошените земеделски чифлици на турците са били разпродадени на румънски земеделци, познати в България като чокои. Вероятно около Руско-Турската война 1876 – 1877 г. и последвалите събития са довели до разграбването на тези земи от румънските земеделци и се обособяват селски общини със собствени земеделски територии. Село Крива бара се мести няколко пъти, но вече в свои земеделски район. В селото е имало разквартирувани руснаци през първата и втората руско-турски войни на Балканите, както и белогвардейци от корпуса на ген. Деникин.
През 1923 година селото е в центъра на въстанието от това време. В него загиват петима участника, от които трима цигани. Въстанието се вдига по повод репресиите на превратаджиите, свалили Александър Стамболийски, и най-вече поради повишаването на лихвите по заемите, които селяните са взели за закупуване на земи или селскостопанска техника. След свалянето на правителството на Стамболийски започват репресии срещу земеделци и икономически въздействия, които селяните не могат да приемат. Въстанието идейно е подкрепено от комунистите, но тяхното участие се заключава в няколко кратки митинга и бягство през границата в Сърбия. Земеделците отчаяно се бият на гарата в Бойчиновци, Брусарци до гр. Лом. Заловените въстаници (по-скоро протестиращи) са откарани в гр. Лом, натоварени на три малки шлепа; хората от единия са хвърляни във водите на р. Дунав, вързани един за друг. По този случай е написан част от сценария на филма „На всеки километър“. На всеки километър от Бойчиновци, Брусарци, Белоградчик до Лом селяните са защитавали своите права и искания. Въстанието през 1944 г. има силно политизиран исторически характер, какъвто не е имало през 1923 г.
В селото е имало няколко мелници, една от които е била много голяма за времето си; собственост на депутат и е произвеждала много фино брашно за износ в Америка, както е и снабдявала с брашно двореца в София. В периода 1930 – 1944 г. в селото е било център на културния и партиен живот в околността. Имало е множество партийни групи на почти всички водещи партии в онези години. Много силна е била групата на Земеделския съюз – партията на Ал. Стамболийски.
През 1944 г. над селото и гр. Брусарци са се водили ожесточени битки със самолетните армади на Великобритания и САЩ, преминаващи над България, за да бомбардират петролните кладенци в Румъния.
В селото е имало противовъздушен корпус на нацистка Германия. Имало е и няколко свалени американски самолети, някои от които са бомбардировачи, а други изтребители – охранители. По позициите на немската противовъздушни сили и по гара Брусарци и околностите е имало и бомбардировки, както и хвърляне на запалителни бомби-варели. Щетите не са били големи, за жертви не се знае. Но има пленени американски летци, кацнали принудително след запалване на самолетите им.
След 9.09.1944 г. мелниците са национализирани и унищожени. Селото е имало голямо начално училище и едно от най-големите читалища в околността с два киносалона и библиотека. Две църкви, едната от които е от турско време – полувкопана според изискванията в онези времена. Големият мост, построен от италианците е на река Лом, която минава североизточно от селото, но отпред и отзад на този мост успоредно на река Лом са минавали вадите на няколко мелници и е имало още два малки моста, които днес не съществуват. Река Гаговишка минава около селото от северозапад на югоизток южно на селото и по нея има още два моста по пътя за гр. Брусарци и за жп спирката на селото по линията за гр. Лом. В селото е имало потребителска кооперация клон на потребителската кооперация в Брусарци и ТКЗС със свинарници, краварници, телчарници, отглеждане на зеленчуци, пшеница, царевица и др. Имало е и шивашки цехове за кратко. Часовникарско ателие и хлебопекарна към ТКЗС-то. В селото е имало и МТС (Машинно-тракторна станция).
В землището на село Крива бара се намира и местността Връъа и старият турски път по който е минавала пощата за гр. Видин.
От селото е имало ятаци на партизаните от Ломския край.
Селото започва да се обезлюдява след 1985 г. През 1980 г. със смяната на имената на циганите и тяхното разселване по другите села в селото са заселени множество семейства които образуват три цигански махали и българите търсят връзки за смяна на жителството си и се преместват в големите градове.
След 10 ноември 1989 г. селото се обезлюдява, като в него единствено се увеличава циганското население. След 1989 – 1990 г. в селото вече няма работа, Ремонтният Завод в Брусарци е спрян и повечето работоспособни жители на селото го напускат. Селото е имало много добри лозови масиви – частни и на ТКЗС-то, овощни градини и др.

## Културни и природни забележителности
В селото единствената забележителност е мостът над река Лом на пътя Монтана – Лом.

## Личности
- Петър Б. Василев (1918 – 2001 г.) – кинорежисьор.
- Акад., проф., д-р Иван Дуриданов – Роден на 22.02.1920 г. в с. Комщица, Софийско. Детството и юношеството му преминават в село Крива бара. Завършва славянска и класическа филология в СУ „Св.Климент Охридски“. Преподавател е в СУ от 1951 г. до пенсионирането си. Научната му дейност е в областта на езикознанието, етимологията и ономастиката. Публикациите му над 450 са излезли в 13 страни на 10 езика. Умира на 8.ХІІ.2005 г. в София.
- Георги Божинов (1924 – 2004 г.), журналист и писател. известен с историческите си книги и пътеписи. Автор на романа „Калуня-каля“, историческата повест „Караджата“, „Вдън гората Дикчам“, „Юлень“ и др.
- Аспарух Паунов (р. 1932 г.) – директор на драматичен театър Михайловград (1977 – 1990 г.), заслужил артист.[3]